# Ка Прјули (Падова)
Ка Прјули је насеље у Италији у округу Падова, региону Венето.
Према процени из 2011. у насељу је живело 30 становника. Насеље се налази на надморској висини од 7 м.